# Вулиця Миколи Закревського
Ву́лиця Мико́ли Закре́вського — вулиця в Деснянському районі міста Києва, житловий масив Вигурівщина-Троєщина. Пролягає від проспекту Червоної Калини до Милославської вулиці.
Прилучаються вулиці Рональда Рейгана, Сержа Лифаря, бульвари Володимира Висоцького, Леоніда Бикова, вулиці Костянтина Данькевича і Олександри Екстер.

## Історія
Вулиця виникла на початку 80-х років XX століття під назвою Нова. Сучасна назва на честь українського історика Миколи Закревського — з 1983 року.

## Установи та заклади
- Школа І-ІІІ ступенів №238 (буд. 35)
- ЖЕК № 307 Деснянського району (буд. № 3);
- Дитячий садок № 767 з яслами і санаторними групами для дітей з шлунково-кишковими хворобами (буд. № 9а);
- Середня загальноосвітня школа № 251 ім. Хо Ши Міна, спеціалізована (з поглибленим вивченням англійської мови) (буд. № 11а);
- Супермаркет «ЕКО-маркет» (буд. № 12);
- Приватне акціонерне товариство (ПрАТ) "ДТЕК Київські Електромережі" (буд. № 14);
- Житлорембудсервіс, Жітлоремфонд (буд. № 15);
- Управління освіти здоров'я Деснянського району, Опікунська Рада Деснянської РДА (буд. № 15а);
- Середня загальноосвітня школа № 119 (буд. № 15б);
- Дитячий садок № 744 (буд. № 19б);
- Кіностудія "Film.UA" (буд. № 22);
- ЖЕК № 305 Деснянського району (буд. № 27а);
- Дитячий садок № 690 з яслами (буд. № 31а);
- Середня загальноосвітня школа № 238[2] (буд. № 32б);
- Дитячий садок № 753 логопедичного типу (буд. № 37а);
- Середня загальноосвітня школа № 247 (буд. № 37б);
- Державна податкова служба Деснянського району в м. Києві (буд. № 41);
- Міжнародна школа Глобус (буд. № 42);
- Житловий комплекс «Перлина Троєщини»[3] (буд. № 42а);
- Школа мистецтв імені Миколи Леонтовича (буд. № 43а);
- Середня загальноосвітня школа № 248 (буд. № 45б);
- Дитячий садок № 757 з санаторними групами для дітей з шлунково-кишковими хворобами (буд. № 49б);
- ТЦ «Меблевий світ» (буд. № 61/2);
- Середня загальноосвітня школа № 282 (буд. № 65а);
- Центр навчання плаванню Деснянського району (буд. № 67а);
- Центральна поліклініка Деснянського району, Управління охорони здоров'я Деснянського району (буд. № 81/1).
- Супермаркет «Metro» (вул. Сержа Лифаря, буд. № 2а)

## Галерея

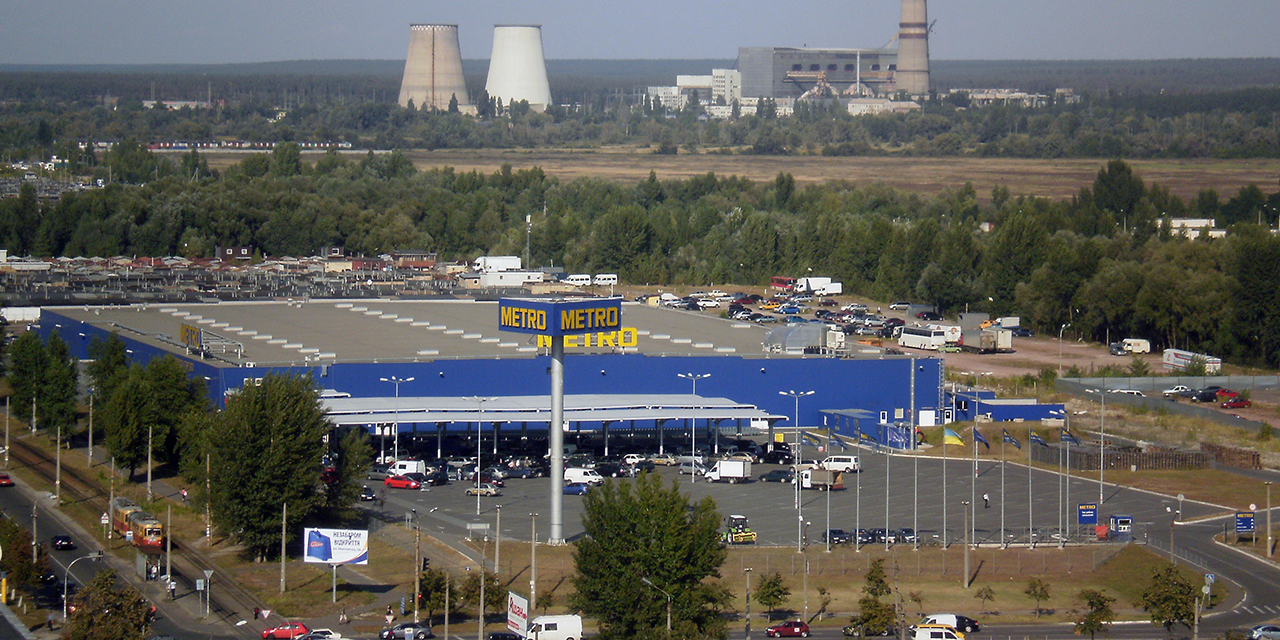
Метро-Троєщина
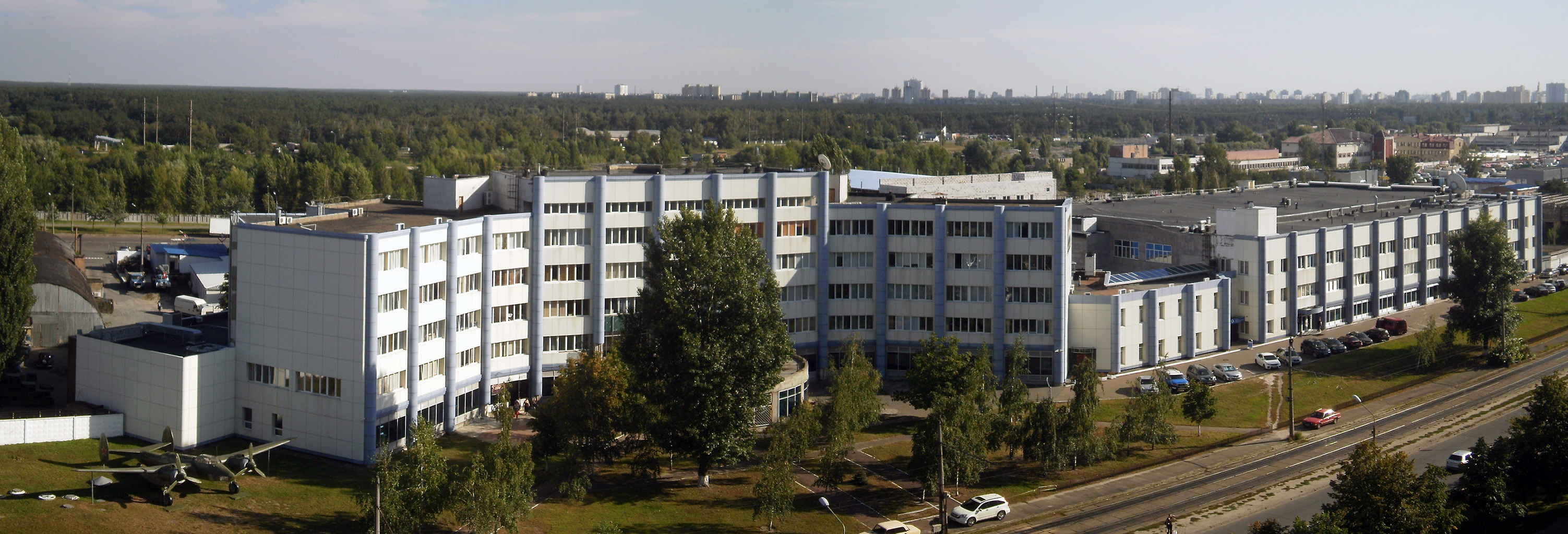
студія Film.ua
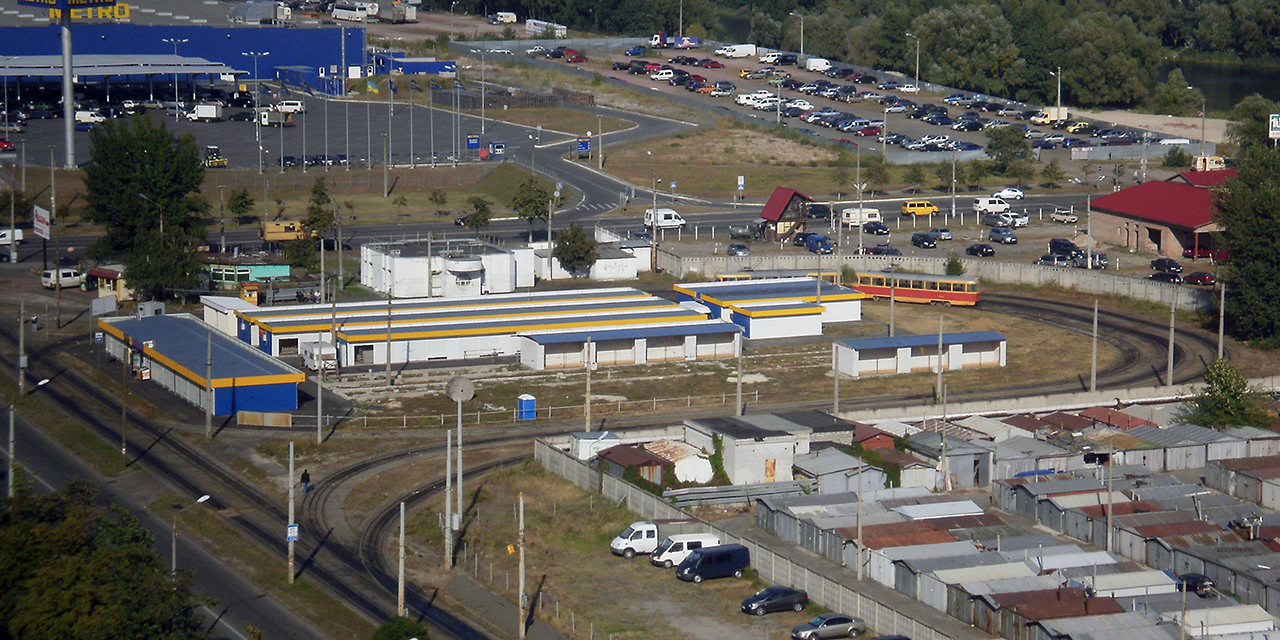
трамвайне розворотне кільце «Вулиця Сержа Лифаря»
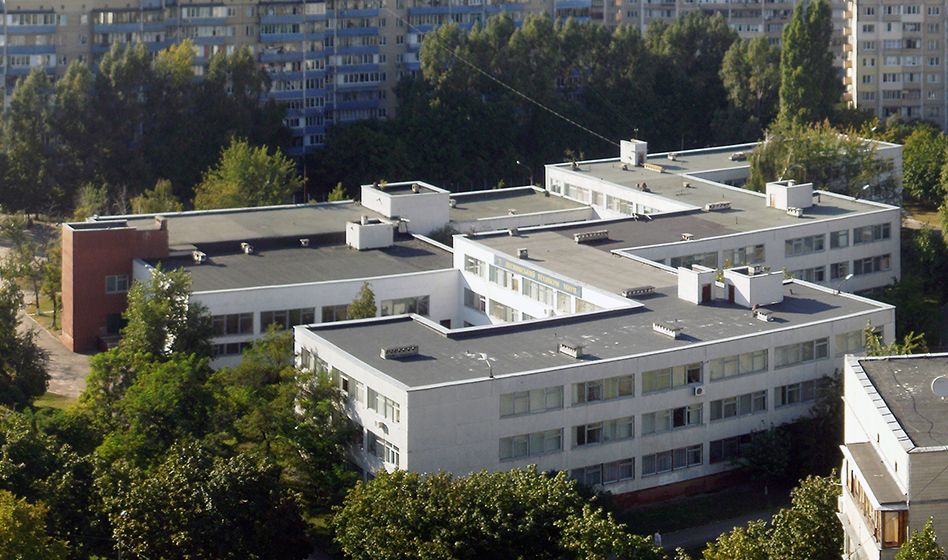
школа № 248, 1984 р.
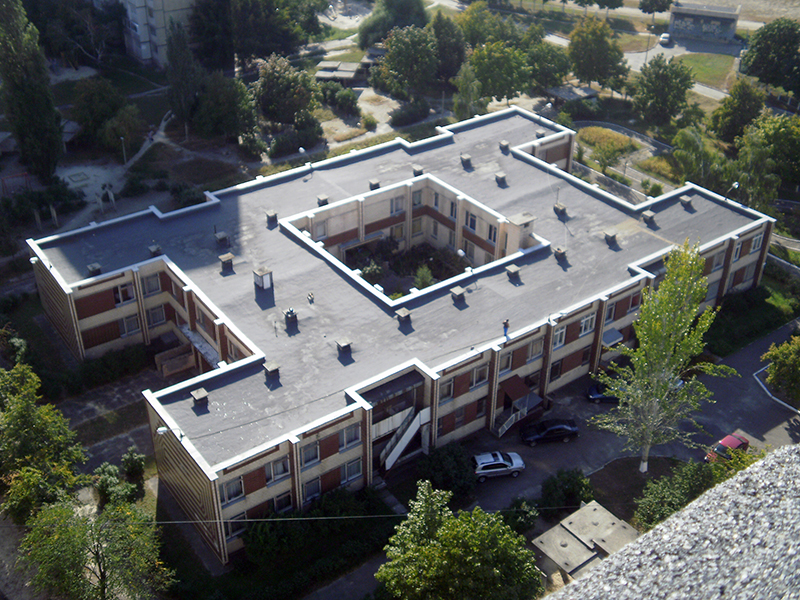
школа мистецтв ім. М. Д. Леонтовича — типовий проєкт Т-09103